# Tiếng Bru
Tiếng Bru (còn gọi là Bruu, B'ru, Brou, Baru) là ngôn ngữ của người Bru - Vân Kiều, người Katang ở vùng Đông Nam Á.
Tiếng Bru thuộc ngữ chi Cơ Tu (Katuic), ngữ tộc Môn-Khmer thuộc ngữ hệ Nam Á. Tại Việt Nam có các tiếng địa phương là Sô, Khùa, Ma Coong, Trì,...

## Tên gọi
Có nhiều tên chỉ địa phương và phương ngữ khác nhau cho tiếng Bru (Sidwell 2005: 11).
- So ~ Sô
- Trì (So Tri, Chali)
- Vân Kiều
- Leu ~ Leung (Kaleu)
- Galler
- Khùa
- Katang

## Phân bố
Số người nói tiếng Bru có ở:
- Việt Nam: 74.506 (theo điều tra dân số năm 2009), chủ yếu ở các tỉnh Quảng Bình, Quảng Trị, Đắk Lắk, Thừa Thiên Huế.[5]
- Lào: 69.000 (số liệu năm 1999), ở phía đông nam, tại các tỉnh Savannakhet, Khammouane, Bolikhamsai
- Thái Lan: 5.000 người[6][7] nói phương ngữ phía đông của tiếng Bru, và khoảng 20.000 người nói phương ngữ phía tây của tiếng Bru[7] (số liệu năm 1983), ở tỉnh Sakon Nakhon và tỉnh Amnat Charoen.

## Phương ngữ
Thái Lan có các phương ngữ Tây Bru sau (Choo, et al. 2012):
- Bru Khok Sa-at[8] của huyện Phang Khon và huyện Phanna Nikhom, tỉnh Sakon Nakhon
- Bru Woen Buek của Woen Buek (Wyn Buek), tỉnh Ubon Ratchathani (giống với Katang hơn)
- Bru Dong Luang của huyện Dong Luang, tỉnh Mukdahan

Các phân nhóm Bru sau đây được tìm thấy ở tỉnh Quảng Bình (Phan 1998).
- Vân Kiều: 5.500 người ở huyện Lệ Thủy và huyện Vĩnh Linh (thuộc tỉnh Quảng Trị)
- Măng Coong: 600 người ở huyện Bố Trạch
- Trì: 300 người ở huyện Bố Trạch
- Khùa: 1.000 người ở huyện Tuyên Hóa

Dưới đây là bảng so sánh từ ngữ của các phương ngữ Vân Kiều, Măng Coong, Trì và Khùa từ Phan Hữu Dật (1998: 479-480):
| Tiếng Việt | Vân Kiều | Măng Coong | Trì     | Khùa    |
| ---------- | -------- | ---------- | ------- | ------- |
| một        | mui      | muôi       | muôi    | muôi    |
| hai        | bar      | bar        | bar     | bar     |
| ba         | pei      | pei        | pei     | pei     |
| bốn        | pon      | pon        | pon     | pon     |
| năm        | shăng    | shăng      | t'shăng | t'shăng |
| tóc        | sok      | sok        | sok     | sok     |
| mắt        | mat      | mat        | mat     | mat     |
| mũi        | lyu      | mu         | mu      | mu      |
| trời       | plang    | plang      | plang   | giang   |
| đất        | kute     | katek      | katek   | k'tek   |
| nước       | dơ       | dơ         | dơ      | do      |
| cá         | sia      | sia        | sia     | sia     |
| chim       | cham     | cham       | cham    | cham    |
| trâu       | trick    | trick      | trick   | trick   |
| bò         | ntro     | tro        | tro     | tro     |

## Ngữ âm

### Phụ âm
Dưới đây là bảng phụ âm của cả phương ngữ Đông và Tây:
|          |           | Môi | Lợi | Ngạc cứng | Ngạc mềm | Thanh hầu |
| -------- | --------- | --- | --- | --------- | -------- | --------- |
| Tắc/ Bật | vô thanh  | p   | t   | tɕ        | k        | ʔ         |
| Tắc/ Bật | bật hơi   | pʰ  | tʰ  |           | kʰ       |           |
| Tắc/ Bật | hữu thanh | b   | d   |           |          |           |
| Mũi      | Mũi       | m   | n   | ɲ         | ŋ        |           |
| Chảy     | r         |     | r   |           |          |           |
| Chảy     | cạnh      |     | l   |           |          |           |
| Xát      | Xát       | w   | s   |           |          | h         |
| Tiếp cận | Tiếp cận  | w   |     | j         |          |           |

- /w/ thường được phát âm là âm xát môi răng [v] hoặc tiếp cận [ʋ] khi đứng ở đầu từ. Khi đứng ở cuối từ, nó vẫn được phát âm là [w].
- /r/ có thể ở cả hai dạng âm rung [r] hoặc âm vỗ [ɾ].
- /tʰr/ khi là một cụm phụ âm, có thể được phát âm là [tʰɹ̥] ở phương ngữ Tây.
- /h/ có thể được phát âm thành âm thanh hầu hữu thanh [ɦ] khi đứng trước nguyên âm nhiều hơi hoặc cũng có thể được phát âm thành âm mũi [h̃] khi đứng trước nguyên âm mũi ở các phương ngữ phía Tây.[11]

|          |               | Môi | Lợi | Ngạc cứng | Ngạc mềm | Thanh hầu |
| -------- | ------------- | --- | --- | --------- | -------- | --------- |
| Tắc      | Tắc           | p   | t   |           | k        | ʔ         |
| Mũi      | Mũi           | m   | n   |           | ŋ        |           |
| Xát      | Xát           |     |     |           |          | h         |
| R        | R             |     | r   |           |          |           |
| Tiếp cận | thường        | w   | l   | j         |          |           |
| Tiếp cận | bật hơi       | wʰ  |     | jʰ        |          |           |
| Tiếp cận | thanh hầu hoá | wˀ  |     | jˀ        |          |           |

- Các âm tắc /p, t, k/ có thể được phát âm thành âm nhấn [p̚, t̚, k̚].

### Nguyên âm
|          | Trước | Giữa | Giữa | Sau  |
| -------- | ----- | ---- | ---- | ---- |
| Đóng     | i iː  | ɨ ɨː | ɨ ɨː | u uː |
| Nửa đóng | e eː  | ə əː | ə əː | o oː |
| Nửa mở   | ɛ ɛː  | ɜ ɜː | ɜ ɜː | ɔ ɔː |
| Mở       |       | a aː | ɒ̈ ɒ̈ː |      |

|          | Trước | Giữa | Giữa | Sau  | Sau  |
| -------- | ----- | ---- | ---- | ---- | ---- |
| Đóng     | i iː  |      |      | ɯ ɯː | u uː |
| Nửa đóng | e eː  |      |      | ɤ ɤː | o oː |
| Nửa mở   | ɛ ɛː  |      |      | ʌ ʌː | ɔ ɔː |
| Mở       |       | a aː | ɒ̈ ɒ̈ː |      |      |

#### Nguyên âm nhiều hơi
Âm nguyên âm cũng có thể được phân biệt bằng giọng nhiều hơi:
|          | Trước | Giữa | Giữa | Sau  |
| -------- | ----- | ---- | ---- | ---- |
| Đóng     | i̤ i̤ː  | ɨ̤ ɨ̤ː | ɨ̤ ɨ̤ː | ṳ ṳː |
| Nửa đóng | e̤ e̤ː  | ə̤ ə̤ː | ə̤ ə̤ː | o̤ o̤ː |
| Nửa mở   | ɛ̤ ɛ̤ː  | ɜ̤ ɜ̤ː | ɜ̤ ɜ̤ː | ɔ̤ ɔ̤ː |
| Mở       |       | a̤ a̤ː | ɒ̤̈ ɒ̤̈ː |      |

|          | Nguyên âm trước | Giữa | Giữa | sau  | sau  |
| -------- | --------------- | ---- | ---- | ---- | ---- |
| Đóng     | i̤ i̤ː            |      |      | ɯ̤ ɯ̤ː | ṳ ṳː |
| Nửa đóng | e̤ e̤ː            |      |      | ɤ̤ ɤ̤ː | o̤ o̤ː |
| Nửa mở   | ɛ̤ ɛ̤ː            |      |      | ʌ̤ ʌ̤ː | ɔ̤ ɔ̤ː |
| Mở       |                 | a̤ a̤ː | ɒ̤̈ ɒ̤̈ː |      |      |

#### Nguyên âm mũi
Nguyên âm mũi có thể xuất hiện trong phương ngữ Bru Tây:
|        | Trước | Vừa  | Vừa  | Sau | Sau  |
| ------ | ----- | ---- | ---- | --- | ---- |
| Đóng   | ĩː    |      |      | ɯ̃   | ũ ũː |
| Nửa mở | ɛ̃ ɛ̃ː  |      |      | ʌ̃ː  | ɔ̃ ɔ̃ː |
| Mở     |       | ã ãː | ɒ̈̃ ɒ̈̃ː |     |      |